# Chaetocnema obesa
Chaetocnema obesa es un coleóptero de la familia Chrysomelidae. Fue descrita científicamente en 1859 por Boieldieu.